# Kávos (ort i Grekland, Peloponnesos)
Kávos (Kavos) är en ort i Grekland.   Den ligger i prefekturen Nomós Korinthías och regionen Peloponnesos, i den sydöstra delen av landet, 60 km väster om huvudstaden Aten. Kávos ligger 50 meter över havet och antalet invånare är 148.
Terrängen runt Kávos är kuperad söderut, men norrut är den platt. Havet är nära Kávos åt sydost.  Närmaste större samhälle är Korinth, 6,6 km nordväst om Kávos. 